# Club Alpin Monégasque
Il Club Alpin Monégasque - CAM (in italiano Club Alpino Monegasco) è il club alpino del Principato di Monaco.
Ha sede nel Principato di Monaco a 11, Avenue des Castelans nel quartiere di Fontvielle.

Il Club Alpin Monégasque è stato fondato nel 1911 nel Principato di Monaco sotto gli auspici del principe di Monaco Alberto I e collabora con il Club Alpino Francese.

Come da statuto, il presidente d'onore è S.A.R. il Principe di Monaco.

## Presidenti d'onore
- S.A.R. Alberto I 1911-1922
- S.A.R. Luigi II 1922-1949
- S.A.R. Ranieri III 1949-2005
- S.A.R. Alberto II dal 2005